# Präsident der Republik Indien
Der Präsident der Republik Indien ist das Staatsoberhaupt Indiens. Er steht formell an der Spitze der Unionsregierung (Exekutive) und der beiden Kammern des Parlaments (Legislative). Seine exekutiven Befugnisse werden durch den Premierminister und das Kabinett ausgeübt.

## Geschichte
Nach der Unabhängigkeit im Jahr 1947 blieb zunächst der britische Monarch (seinerzeit Georg VI.) weiter Staatsoberhaupt des indischen Dominions. Indien nahm im November 1949 die Staatsform einer parlamentarischen Bundesrepublik an, mit einem Premierminister an der Spitze der Regierung und einem Staatspräsidenten als Staatsoberhaupt mit überwiegend repräsentativen Aufgaben. Die republikanische Verfassung trat am 26. Januar 1950, heute Nationalfeiertag in Indien, in Kraft.
Von allen bisherigen Staatspräsidenten war Rajendra Prasad mit zwölf Jahren am längsten im Amt.

## Aufgabenbereich
Der Präsident repräsentiert Indien nach innen und außen. Er ist Oberbefehlshaber der Streitkräfte. Er ernennt gemäß den Bestimmungen der Verfassung den Premierminister, die Minister, den Obersten Richter, die anderen Richter des Obersten Gerichts und der Obergerichte (High Courts) in den Bundesstaaten, den Generalstaatsanwalt, die Gouverneure der Bundesstaaten, den Leiter der Indischen Wahlkommission (Chief Election Commissioner) und andere mehr. Er hat das Recht, Parlamentssitzungen einzuberufen oder zu vertagen und die Lok Sabha aufzulösen und damit Neuwahlen anzuordnen. Er kann den Notstand ausrufen (siehe President’s rule) und Straferlasse oder Begnadigungen aussprechen. Es gibt keine Amtszeitbegrenzung, das heißt der Präsident kann beliebig häufig wiedergewählt werden.

## Wahl
Der Präsident wird vom Volk indirekt durch die beiden Kammern des Parlaments sowie die Abgeordnetenkammern der Staaten  und der Unionsterritorien Delhi und Puducherry gewählt. Das Electoral College („Wahlkollegium“) mit seinen insgesamt 4896 Abgeordneten tritt alle fünf Jahre zusammen. Zwar wählen nicht alle am selben Ort, aber ihre Stimmengewichte werden zusammengezählt. Der Kandidat, der die Hälfte der insgesamt abgegebenen Stimmen erhält, gilt als gewählt.
Wählbar sind Personen, die prinzipiell die Voraussetzungen für die Wählbarkeit für die Lok Sabha erfüllen (also zum Beispiel nicht vorbestraft sind), die die indische Staatsangehörigkeit besitzen und mindestens 35 Jahre alt sind. Der Präsident darf zum Zeitpunkt der Wahl kein staatliches Amt ausüben, beziehungsweise muss davon zurücktreten, um wählbar zu werden. Einzige Ausnahmen hiervon sind das Amt des Staatspräsidenten oder Vizepräsidenten, Ministerämter in der indischen Zentralregierung oder einer Bundesstaatsregierung oder Gouverneuersämter in den Bundesstaaten.

## Amtszeit
Die reguläre Amtszeit beträgt fünf Jahre. Bei Amtsverhinderung oder unzeitigem Amtsende übernimmt der Vizepräsident das Amt. Falls auch der Vizepräsident ausscheidet, übernimmt der Vorsitzende Richter des Obersten Gerichts das Amt. Das Datum der Amtsübergabe bleibt davon unabhängig immer der 25. Juli.

## Residenz
Die Residenz des Staatspräsidenten ist der Rashtrapati Bhavan in Neu-Delhi. Er besitzt weitere Anwesen bei Shimla und in Hyderabad.